# Polônia nos Jogos Olímpicos de Inverno de 2010

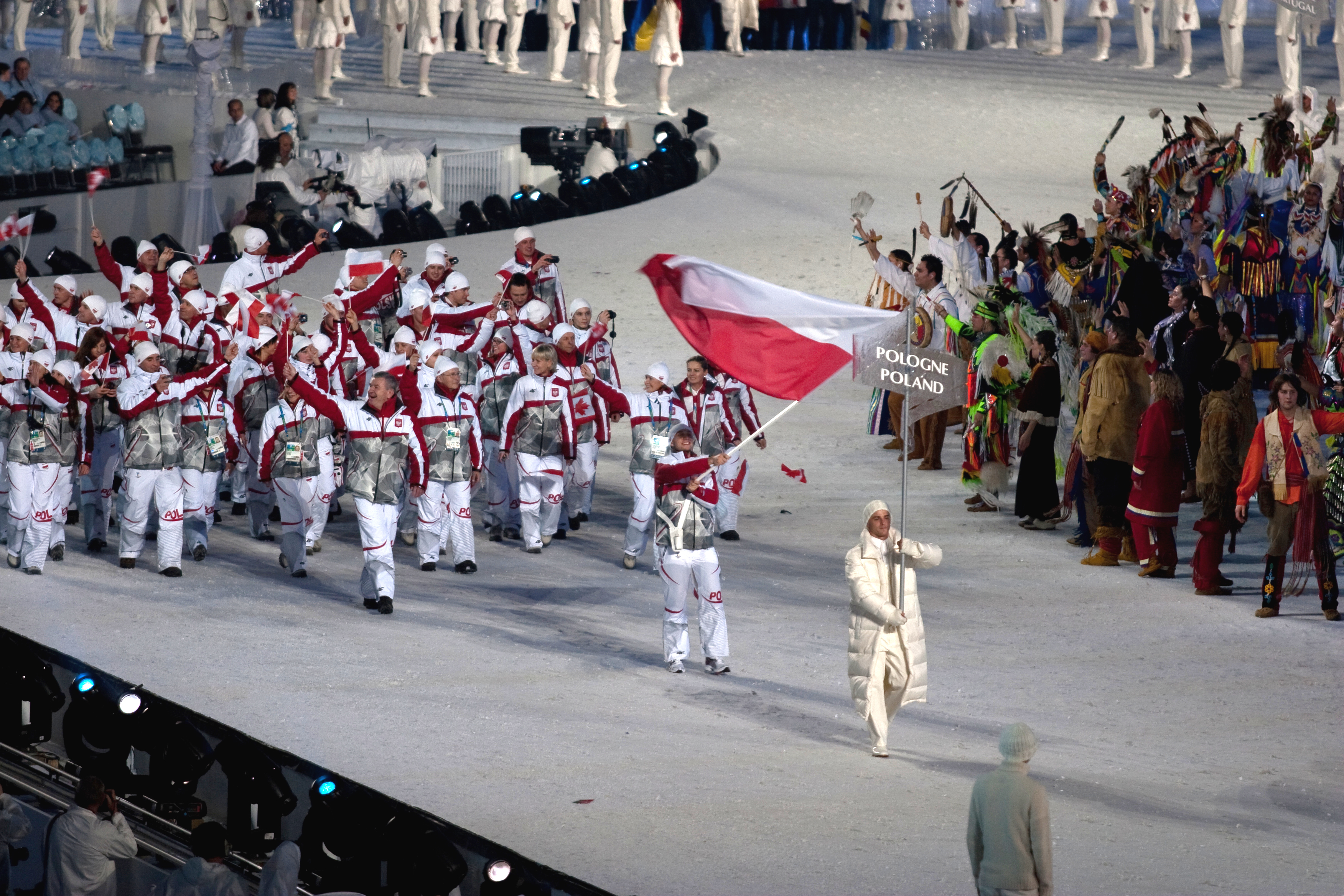
Delegação polonesa durante a cerimônia de abertura.

A Polônia participou dos Jogos Olímpicos de Inverno de 2010, realizados em Vancouver, no Canadá. O país participa regularmente desde a criação das Olimpíadas de Inverno em 1924.

### 

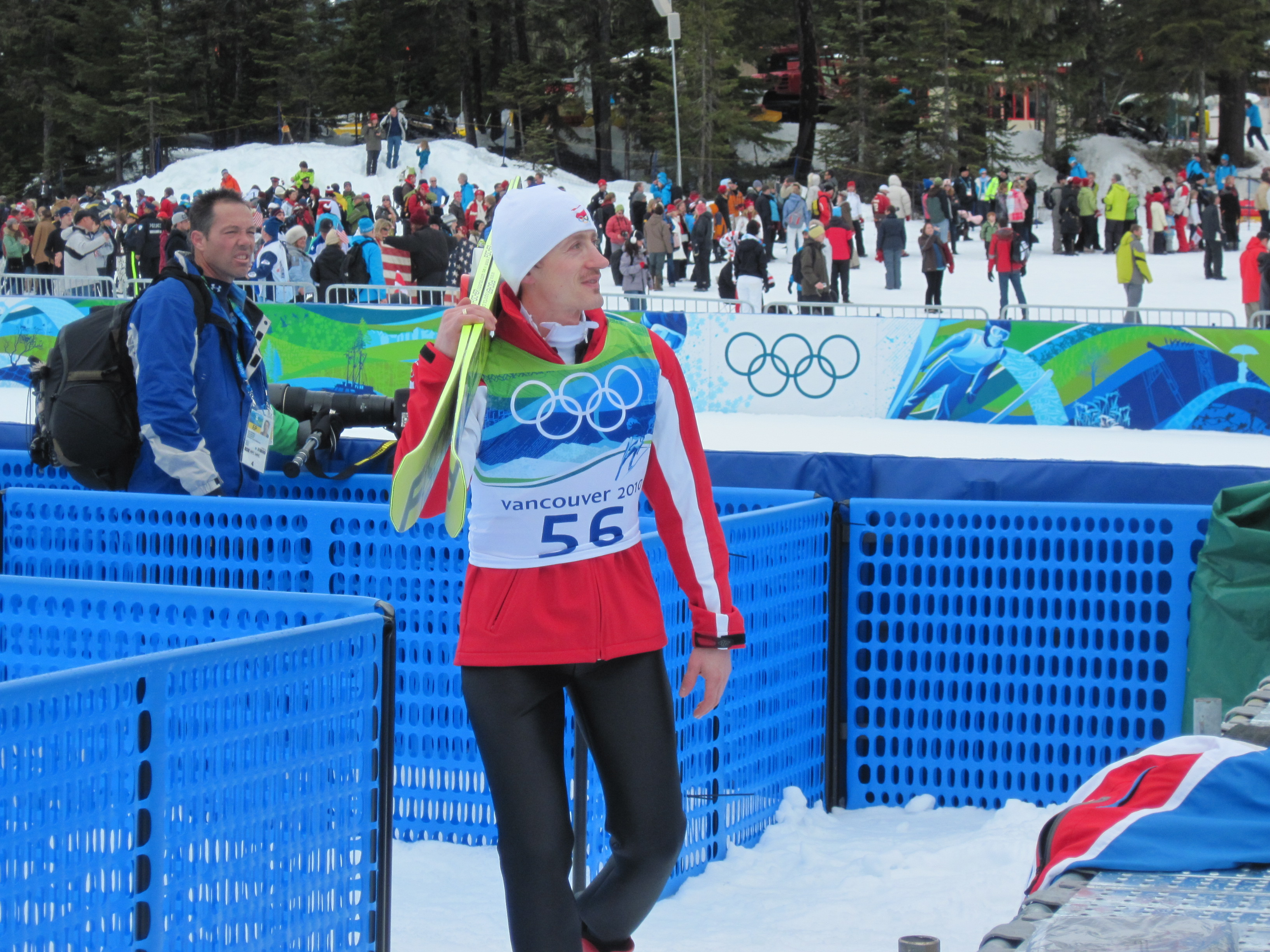
Adam Małysz conquistou duas medalhas de prata em Vancouver.

## Medalhas
| Atleta                                                      | Esporte                 | Evento                           | Medalha |
| ----------------------------------------------------------- | ----------------------- | -------------------------------- | ------- |
| Justyna Kowalczyk                                           | Esqui cross-country     | Largada coletiva feminina        | Ouro    |
| Adam Małysz                                                 | Salto de esqui          | Pista normal individual          | Prata   |
| Justyna Kowalczyk                                           | Esqui cross-country     | Velocidade individual feminino   | Prata   |
| Adam Małysz                                                 | Salto de esqui          | Pista longa individual           | Prata   |
| Justyna Kowalczyk                                           | Esqui cross-country     | Perseguição combinada feminina   | Bronze  |
| Katarzyna Bachleda-Curuś Katarzyna Woźniak Luiza Złotkowska | Patinação de velocidade | Perseguição por equipes feminino | Bronze  |

## Desempenho

### Biatlo
Feminino
| Atleta                                                             | Evento            | Final     | Final       | Final   |
| Atleta                                                             | Evento            | Tempo     | Penalidades | Posição |
| ------------------------------------------------------------------ | ----------------- | --------- | ----------- | ------- |
| Agnieszka Cyl                                                      | Velocidade        | 21:55.2   | 0 (0+2)     | 42º     |
| Agnieszka Cyl                                                      | Perseguição       | 33:08.4   | 1 (1+0+0+0) | 25º     |
| Agnieszka Cyl                                                      | Individual        | 42:32.5   | 1 (0+1+0+0) | 7º      |
| Agnieszka Cyl                                                      | Largada coletiva  | 37:54.7   | 5 (0+1+2+2) | 23º     |
| Magdalena Gwizdoń                                                  | Velocidade        | 21:48.9   | 0 (0+2)     | 35º     |
| Magdalena Gwizdoń                                                  | Perseguição       | 33:45.8   | 2 (0+1+1+0) | 31º     |
| Magdalena Gwizdoń                                                  | Individual        | 46:46.7   | 4 (0+3+1+0) | 59º     |
| Weronika Nowakowska                                                | Velocidade        | 21:49.4   | 3 (0+3)     | 36º     |
| Weronika Nowakowska                                                | Perseguição       | 33:24.2   | 2 (0+0+1+1) | 28º     |
| Weronika Nowakowska                                                | Individual        | 41:57.5   | 1 (0+0+0+1) | 5º      |
| Weronika Nowakowska                                                | Largada coletiva  | 37:34.0   | 4 (1+2+1+0) | 21º     |
| Krystyna Pałka                                                     | Velocidade        | 20:54.3   | 0 (0+0)     | 21º     |
| Krystyna Pałka                                                     | Perseguição       | 33:07.6   | 2 (1+0+1+0) | 24º     |
| Krystyna Pałka                                                     | Individual        | 43:09.6   | 1 (0+1+0+0) | 15º     |
| Krystyna Pałka                                                     | Largada coletiva  | 37:22.6   | 1 (1+0+0+0) | 20º     |
| Krystyna Pałka Magdalena Gwizdoń Weronika Nowakowska Agnieszka Cyl | Revezamento 4x5km | 1:12:54.3 | 0+5 1+7     | 12º     |

Masculino
| Atleta          | Evento           | Final   | Final       | Final   |
| Atleta          | Evento           | Tempo   | Penalidades | Posição |
| --------------- | ---------------- | ------- | ----------- | ------- |
| Tomasz Sikora   | Velocidade       | 26:16.2 | 2 (0+2)     | 29º     |
| Tomasz Sikora   | Perseguição      | 35:14.3 | 3 (1+1+0+1) | 18º     |
| Tomasz Sikora   | Individual       | 49:43.8 | 2 (1+1+0+0) | 7º      |
| Tomasz Sikora   | Largada coletiva | 36:13.1 | 3 (2+1+0+0) | 11º     |
| Łukasz Szczurek | Velocidade       | 29:02.0 | 2 (1+1)     | 85º     |
| Łukasz Szczurek | Individual       | 54:36.7 | 3 (1+0+1+1) | 59º     |

### Bobsleigh
Masculino
| Atleta                                                   | Evento  | Final      | Final      | Final      | Final      | Final   | Final |
| Atleta                                                   | Evento  | 1ª corrida | 2ª corrida | 3ª corrida | 4ª corrida | Total   | Pos.  |
| -------------------------------------------------------- | ------- | ---------- | ---------- | ---------- | ---------- | ------- | ----- |
| Dawid Kupczyk Marcin Niewiara                            | Duplas  | 52.45      | 52.91      | 52.42      | 52.72      | 3:30.50 | 16º   |
| Dawid Kupczyk Paweł Mróz Marcin Niewiara Michał Zblewski | Equipes | 51.94      | 51.96      | 52.32      | 52.28      | 3:28.53 | 14º   |

### Esqui alpino
Feminino
| Atleta                     | Evento         | Corrida 1 | Corrida 2 | Total   | Pos. |
| -------------------------- | -------------- | --------- | --------- | ------- | ---- |
| Agnieszka Gąsienica-Daniel | Downhill       |           |           | 1:55.10 | 32º  |
| Agnieszka Gąsienica-Daniel | Combinado      | 1:30.28   | 45.96     | 2:16.24 | 25º  |
| Agnieszka Gąsienica-Daniel | Slalom         | 57.06     | 55.13     | 1:52.19 | 35º  |
| Agnieszka Gąsienica-Daniel | Super-G        |           |           | 1:24.31 | 23º  |
| Agnieszka Gąsienica-Daniel | Slalom gigante | DNF       | DNF       | DNF     | DNF  |

### Esqui cross-country
Feminino
| Atleta                                                              | Evento                 | Qualificatória | Qualificatória | Quartas-de-final | Quartas-de-final | Semifinal | Semifinal | Final     | Final             |
| Atleta                                                              | Evento                 | Tempo          | Pos.           | Tempo            | Pos.             | Tempo     | Pos.      | Tempo     | Pos.              |
| ------------------------------------------------------------------- | ---------------------- | -------------- | -------------- | ---------------- | ---------------- | --------- | --------- | --------- | ----------------- |
| Sylwia Jaśkowiec                                                    | 10 km livre            |                |                |                  |                  |           |           | 26:37.2   | 28º               |
| Sylwia Jaśkowiec                                                    | Perseguição combinada  |                |                |                  |                  |           |           | 42:54.8   | 34º               |
| Sylwia Jaśkowiec                                                    | Largada coletiva       |                |                |                  |                  |           |           | 1:34:59.1 | 24º               |
| Justyna Kowalczyk                                                   | 10 km livre            |                |                |                  |                  |           |           | 25:20.1   | 5º                |
| Justyna Kowalczyk                                                   | Perseguição combinada  |                |                |                  |                  |           |           | 40:07.4   | Medalha de bronze |
| Justyna Kowalczyk                                                   | Largada coletiva       |                |                |                  |                  |           |           | 1:30:33.7 | Medalha de ouro   |
| Justyna Kowalczyk                                                   | Velocidade             | 3:43.35        | 5º             | 3:38.8           | 1º               | 3:38.0    | 1º        | 3:40.3    | Medalha de prata  |
| Paulina Maciuszek                                                   | 10 km livre            |                |                |                  |                  |           |           | 27:22.1   | 44º               |
| Paulina Maciuszek                                                   | Perseguição combinada  |                |                |                  |                  |           |           | 44:56.6   | 51º               |
| Paulina Maciuszek                                                   | Largada coletiva       |                |                |                  |                  |           |           | 1:36:31.7 | 28º               |
| Kornelia Marek                                                      | 10 km livre            |                |                |                  |                  |           |           | DSQ       | DSQ               |
| Kornelia Marek                                                      | Perseguição combinada  |                |                |                  |                  |           |           | DSQ       | DSQ               |
| Kornelia Marek                                                      | Largada coletiva       |                |                |                  |                  |           |           | DSQ       | DSQ               |
| Kornelia Marek Sylwia Jaśkowiec                                     | Velocidade por equipes |                |                |                  |                  | 18:44.1   | 4º        | DSQ       | DSQ               |
| Kornelia Marek Justyna Kowalczyk Paulina Maciuszek Sylwia Jaśkowiec | Revezamento 4x5 km     |                |                |                  |                  |           |           | DSQ       | DSQ               |

Masculino
| Atleta                          | Evento                 | Qualificatória | Qualificatória | Quartas-de-final | Quartas-de-final | Semifinal   | Semifinal   | Final       | Final       |
| Atleta                          | Evento                 | Tempo          | Pos.           | Tempo            | Pos.             | Tempo       | Pos.        | Tempo       | Pos.        |
| ------------------------------- | ---------------------- | -------------- | -------------- | ---------------- | ---------------- | ----------- | ----------- | ----------- | ----------- |
| Maciej Kreczmer                 | 15 km livre            |                |                |                  |                  |             |             | 37:38.0     | 66º         |
| Maciej Kreczmer                 | Velocidade             | 3:41.35        | 28º            | 3:39.6           | 5º               | Não avançou | Não avançou | Não avançou | Não avançou |
| Janusz Krężelok                 | Velocidade             | 3:41.34        | 27º            | 3:41.1           | 6º               | Não avançou | Não avançou | Não avançou | Não avançou |
| Maciej Kreczmer Janusz Krężelok | Velocidade por equipes |                |                |                  |                  | 19:07.2     | 6º          | Não avançou | Não avançou |

### Esqui estilo livre
Feminino
| Atleta          | Evento    | Preliminar | Preliminar | Oitavas | Quartas | Semifinal   | Final       | Final       |
| Atleta          | Evento    | Tempo      | Pos.       | Posição | Posição | Posição     | Posição     | Pos.        |
| --------------- | --------- | ---------- | ---------- | ------- | ------- | ----------- | ----------- | ----------- |
| Karolina Riemen | Ski cross | 1:21.36    | 26º        | 2º      | 3º      | Não avançou | Não avançou | Não avançou |

### Luge
Feminino
| Atleta              | Evento     | Final      | Final      | Final      | Final      | Final    | Final |
| Atleta              | Evento     | 1ª corrida | 2ª corrida | 3ª corrida | 4ª corrida | Total    | Pos.  |
| ------------------- | ---------- | ---------- | ---------- | ---------- | ---------- | -------- | ----- |
| Ewelina Staszulonek | Individual | 41.975     | 41.816     | 41.948     | 41.882     | 2:47.621 | 8º    |

Masculino
| Atleta          | Evento     | Final      | Final      | Final      | Final      | Final    | Final |
| Atleta          | Evento     | 1ª corrida | 2ª corrida | 3ª corrida | 4ª corrida | Total    | Pos.  |
| --------------- | ---------- | ---------- | ---------- | ---------- | ---------- | -------- | ----- |
| Maciej Kurowski | Individual | 49.427     | 49.200     | 49.361     | 49.039     | 3:17.027 | 23º   |

### Patinação artística
| Atleta                           | Evento               | Programa curto | Programa curto | Programa longo | Programa longo | Total       | Total       |
| Atleta                           | Evento               | Pontos         | Pos.           | Pontos         | Pos.           | Pontos      | Pos.        |
| -------------------------------- | -------------------- | -------------- | -------------- | -------------- | -------------- | ----------- | ----------- |
| Anna Jurkiewicz                  | Individual feminino  | 36.10          | 30º            | Não avançou    | Não avançou    | Não avançou | Não avançou |
| Przemysław Domański              | Individual masculino | 52.14          | 28º            | Não avançou    | Não avançou    | Não avançou | Não avançou |
| Joanna Sulej Mateusz Chruściński | Duplas               | 39.30          | 20º            | 86.52          | 18º            | 125.82      | 18º         |

### Patinação de velocidade
Feminino
| Atleta                   | Evento | Corrida 1 | Corrida 1 | Corrida 2 | Corrida 2 | Final   | Final |
| Atleta                   | Evento | Tempo     | Pos.      | Tempo     | Pos.      | Tempo   | Pos.  |
| ------------------------ | ------ | --------- | --------- | --------- | --------- | ------- | ----- |
| Katarzyna Bachleda-Curuś | 1000 m |           |           |           |           | 1:19.00 | 31º   |
| Katarzyna Bachleda-Curuś | 1500 m |           |           |           |           | 1:59.53 | 15º   |
| Natalia Czerwonka        | 1500 m |           |           |           |           | 2:05.00 | 36º   |
| Luiza Złotkowska         | 1500 m |           |           |           |           | 2:04.01 | 34º   |
| Luiza Złotkowska         | 3000 m |           |           |           |           | 4:19.13 | 24º   |
| Katarzyna Woźniak        | 3000 m |           |           |           |           | 4:22.35 | 28º   |

| Equipe                                                      | Evento                  | Quartas-de-final   | Semifinal         | Final                              | Final             |
| Equipe                                                      | Evento                  | Adversário Tempo   | Adversário Tempo  | Adversário Tempo                   | Pos.              |
| ----------------------------------------------------------- | ----------------------- | ------------------ | ----------------- | ---------------------------------- | ----------------- |
| Katarzyna Bachleda-Curuś Katarzyna Woźniak Luiza Złotkowska | Perseguição por equipes | RUS Rússia V -1.96 | JPN Japão D +0.19 | Final B USA Estados Unidos V -1.57 | Medalha de bronze |

Masculino
| Atleta                 | Evento | Corrida 1 | Corrida 1 | Corrida 2 | Corrida 2 | Final    | Final |
| Atleta                 | Evento | Tempo     | Pos.      | Tempo     | Pos.      | Tempo    | Pos.  |
| ---------------------- | ------ | --------- | --------- | --------- | --------- | -------- | ----- |
| Maciej Biega           | 500 m  | 36.642    | 38º       | 37.934    | 38º       | 74.57    | 38º   |
| Maciej Ustynowicz      | 500 m  | 35.596    | 22º       | 35.753    | 22º       | 71.35    | 22º   |
| Maciej Ustynowicz      | 1000 m |           |           |           |           | 1:12.10  | 32º   |
| Konrad Niedźwiedzki    | 500 m  | 36.183    | 33º       | 36.179    | 30º       | 72.36    | 31º   |
| Konrad Niedźwiedzki    | 1000 m |           |           |           |           | 1:11.24  | 27º   |
| Konrad Niedźwiedzki    | 1500 m |           |           |           |           | 1:48.15  | 17º   |
| Zbigniew Bródka        | 1500 m |           |           |           |           | 1:49.45  | 27º   |
| Sławomir Chmura        | 5000 m |           |           |           |           | 6:33.20  | 16º   |
| Sebastian Druszkiewicz | 5000 m |           |           |           |           | 13:49.31 | 14º   |

### Patinação de velocidade em pista curta
Feminino
| Atleta               | Evento      | Preliminar | Preliminar | Quartas     | Quartas     | Semifinal   | Semifinal   | Final       | Final       |
| Atleta               | Evento      | Tempo      | Pos.       | Tempo       | Pos.        | Tempo       | Pos.        | Tempo       | Pos.        |
| -------------------- | ----------- | ---------- | ---------- | ----------- | ----------- | ----------- | ----------- | ----------- | ----------- |
| Patrycja Maliszewska | 500 metros  | 58.649     | 4º         | Não avançou | Não avançou | Não avançou | Não avançou | Não avançou | Não avançou |
| Patrycja Maliszewska | 1500 metros | 2:25.586   | 6º         |             |             | Não avançou | Não avançou | Não avançou | Não avançou |
| Paula Bzura          | 1000 metros | 1:31.338   | 2º         | 1:32.662    | 4º          | Não avançou | Não avançou | Não avançou | Não avançou |
| Paula Bzura          | 1500 metros | DSQ        | DSQ        |             |             | Não avançou | Não avançou | Não avançou | Não avançou |

Masculino
| Atleta         | Evento      | Preliminar | Preliminar | Quartas | Quartas | Semifinal   | Semifinal   | Final       | Final       |
| Atleta         | Evento      | Tempo      | Pos.       | Tempo   | Pos.    | Tempo       | Pos.        | Tempo       | Pos.        |
| -------------- | ----------- | ---------- | ---------- | ------- | ------- | ----------- | ----------- | ----------- | ----------- |
| Jakub Jaworski | 1500 metros | 2:19.163   | 4º         |         |         | Não avançou | Não avançou | Não avançou | Não avançou |

### Salto de esqui
| Atleta                                               | Evento                  | Preliminar | Preliminar | 1ª rodada | 1ª rodada | Final       | Final       | Final            |
| Atleta                                               | Evento                  | Pontos     | Pos.       | Pontos    | Pos.      | Pontos      | Total       | Pos.             |
| ---------------------------------------------------- | ----------------------- | ---------- | ---------- | --------- | --------- | ----------- | ----------- | ---------------- |
| Stefan Hula                                          | Pista normal individual | 125.5      | 17º        | 112.5     | 31º       | Não avançou | Não avançou | Não avançou      |
| Stefan Hula                                          | Pista longa individual  | 127.6      | 14º        | 106.5     | 20º       | 110.7       | 217.2       | 19º              |
| Adam Małysz                                          | Pista normal individual | PQ         | PQ         | 132.5     | 3º        | 137.0       | 269.5       | Medalha de prata |
| Adam Małysz                                          | Pista longa individual  | PQ         | PQ         | 138.1     | 2º        | 131.3       | 269.4       | Medalha de prata |
| Krzysztof Miętus                                     | Pista normal individual | 126.5      | 15º        | 109.0     | 36º       | Não avançou | Não avançou | Não avançou      |
| Krzysztof Miętus                                     | Pista longa individual  | 127.0      | 16º        | 84.7      | 36º       | Não avançou | Não avançou | Não avançou      |
| Kamil Stoch                                          | Pista normal individual | 127.5      | 12º        | 118.5     | 22º       | 113.5       | 232.0       | 27º              |
| Kamil Stoch                                          | Pista longa individual  | 125.3      | 17º        | 114.3     | 13º       | 109.8       | 224.1       | 14º              |
| Stefan Hula Łukasz Rutkowski Kamil Stoch Adam Małysz | Pista longa por equipes |            |            | 484.0     | 6º        | 512.7       | 996.7       | 6º               |

### Snowboard
Halfpipe
| Atleta          | Evento    | Qualificatória | Qualificatória | Qualificatória | Semifinal   | Semifinal   | Semifinal   | Final       | Final       | Final       |
| Atleta          | Evento    | Corrida 1      | Corrida 2      | Pos.           | Corrida 1   | Corrida 2   | Pos.        | Corrida 1   | Corrida 2   | Pos.        |
| --------------- | --------- | -------------- | -------------- | -------------- | ----------- | ----------- | ----------- | ----------- | ----------- | ----------- |
| Paulina Ligocka | Feminino  | 10.9           | 11.1           | 28º            | Não avançou | Não avançou | Não avançou | Não avançou | Não avançou | Não avançou |
| Michał Ligocki  | Masculino | 10.8           | 11.1           | 19º            | Não avançou | Não avançou | Não avançou | Não avançou | Não avançou | Não avançou |

Snowboard cross
| Atleta          | Evento    | Preliminar | Preliminar | Oitavas | Quartas     | Semifinal   | Final       | Final       |
| Atleta          | Evento    | Tempo      | Pos.       | Posição | Posição     | Posição     | Posição     | Pos.        |
| --------------- | --------- | ---------- | ---------- | ------- | ----------- | ----------- | ----------- | ----------- |
| Maciej Jodko    | Masculino | 1:24.11    | 27º        | 3º      | Não avançou | Não avançou | Não avançou | Não avançou |
| Mateusz Ligocki | Masculino | 1:24.11    | 28º        | 4º      | Não avançou | Não avançou | Não avançou | Não avançou |

Legenda
| Recorde mundial      | Recorde mundial (World record)               |                       | Recorde africano                      | Recorde africano (African) |                                           | Q | Classificado por posição (Qualified) |
| Recorde olímpico     | Recorde olímpico (Olympic record)            | Recorde da América    | Recorde da América (Americas)         | q                          | Classificado por melhor tempo (Qualified) |   |                                      |
| Melhor marca do ano  | Melhor marca do ano (World leading)          | Recorde asiático      | Recorde asiático (Asian)              | DNS                        | Não largou (Did not start)                |   |                                      |
| Recorde nacional     | Recorde nacional (National record)           | Recorde europeu       | Recorde europeu (European)            | DNF                        | Não terminou (Did not finish)             |   |                                      |
| Recorde pessoal      | Recorde pessoal do atleta (Personal best)    | Recorde da Oceania    | Recorde da Oceania (Oceania)          | DSQ / DQ                   | Desclassificado (Disqualified)            |   |                                      |
| Recorde da temporada | Recorde da temporada do atleta (Season best) | Recorde sul-americano | Recorde sul-americano (South America) | NM                         | Sem marca (No mark)                       |   |                                      |